# Alexander Kaiser (Maler, 1819)

Lithografie von Alexander Kaiser ca. 1833, Schloss Greißenegg bei Voitsberg in der Steiermark.

Alexander Kaiser (* 26. Februar 1819 in Graz; † 25. Oktober 1872 ebenda) war ein österreichischer Maler und Lithograf.

## Leben
Alexander Kaiser war der zweite Sohn des Buchbinders Joseph Franz Kaiser, Inhaber einer lithografischen Anstalt in Graz. Schon in früher Jugend beschäftigte sich der talentierte Knabe mit Zeichnen und bekam offenbar im Betrieb seines Vaters eine erste Ausbildung zum Lithografen.
Zusammen mit seinem Bruder Eduard besuchte er später die Wiener Akademie der bildenden Künste und war hinterher vorwiegend als Lithograf von Stadtansichten tätig. Besonders bedeutend sind die von ihm gefertigten Ansichten der Städte Brünn, Linz, Salzburg und Innsbruck. Ferner lithografierte Kaiser etliche Kunstblätter nach Vorlagen der Maler Friedrich Gauermann, Ignaz Raffalt und Nicolas-Marie-Joseph Chapuy, die er vorwiegend über den Kunstverlag Paterno anbieten ließ.

## Werke (Auswahl)
- Alte Kaiser-Suite, Lithografien: Schloss Altkainach, Schloss Greißenegg, Glashütte Oberdorf, Schloss Piber, Stadt Voitsberg. (ca. 1833)
- Wiener Ansichten, Lithografien nach Chapuy: Der Michaelerplatz, Der Graben, Die Freiung, Der Hof, Der neue Markt. (ca. 1852)
- Lithografien nach Raffalt: Der Gewitterabend, Heimkehrende Postillons nach dem Regen.
- Lithografie nach Gauermann: Die Mittagsruhe.